# 奧尼什基夫齊 (舍佩蒂夫卡區)
49°57′16″N 27°13′33″E / 49.95444°N 27.22583°E
奧尼什基夫齊（烏克蘭語：Онишківці），是烏克蘭的村落，位於該國西部赫梅利尼茨基州，由舍佩蒂夫卡區負責管轄，處於比爾卡河畔，面積0.12平方公里，海拔高度256米，2001年人口561。